# Autostrada A52 (Franța)
În Franța, A52 este o autostradă care leagă punctul de taxare La Barque de pe A8 (comuna Fuveau) de Aubagne pe A50.
Cu o lungime de 26 km, aceasta este cu taxă (exceptând zona de la est de Aubagne) și este administrată de Escota. Această autostradă este acoperită de Radio Vinci Autoroutes (107.7 FM).

## Istoric

### Primele proiecte și A52 istorică
Inițial, autostrada A52 lega Marsilia de Auriol, având scopul de a oferi o legătură rapidă între Marsilia și Nisa. Prima secțiune, cunoscută atunci sub numele de „Autostrada de Est”, a primit numărul A52 în 1963. Au fost planificate două ramuri care să lege Marsilia de Toulon și de Nisa. În aceeași perioadă, a fost demarată construcția unei autostrăzi B52, care să permită atât o legătură între Marsilia și Nisa, cât și între Aix-en-Provence și Toulon.
În zona Saint-Maximin-la-Sainte-Baume, a fost realizată o bretea de acces pornind de la autostrada A8, însă proiectul unei autostrăzi între Auriol și Saint-Maximin a fost abandonat în favoarea unei serii de amenajări pe drumul național 560.
Fosta autostradă A52 a fost renumerotată în 1982 în patru numere diferite, doar tronsonul dintre nordul orașului Aubagne și Roquevaire păstrându-și numărul original: A50 între Marsilia și Aubagne, A501 la nord-vest de Aubagne și A520 (inițial A53, apoi A521) până la Auriol, la intersecția cu drumul național RN 560.

### Actuala A52
Autostrada a fost concesionată companiei ESCOTA în 1973.
Legătura între Aix-en-Provence și Aubagne a fost deschisă în mai multe etape:
- între nodul rutier A8 și cel de la Pas-de-Trets în 1978;
- între Pas-de-Trets și Pont de l'Étoile în 1974;
- între Pont de l'Étoile și Aubagne (la bifurcația cu A50) în 1975.

Toate aceste secțiuni au purtat numele de B52 până în 1982.

### Amenajări
Un nod rutier a fost creat la Belcodène, între nodul rutier A52/A8 și ieșirea 33 (Pas-de-Trets). Anunțat în 2012, dar întârziat din cauza problemelor de finanțare și declarat de utilitate publică în 2015, acesta a fost inaugurat pe 13 ianuarie 2022. Scopul este de a reduce traficul rutier pe nodul de la Pas-de-Trets și pe drumul departamental RD 96, care înregistrează un trafic de 22.000 de vehicule pe zi, conform primarului din Roquevaire, Yves Mesnard. Proiectul include o singură stație de taxare, patru bazine, o zonă umedă pentru protejarea biodiversității și construirea unui sens giratoriu care face legătura cu drumurile departamentale 96 și 908.

## Traseu
| De la A8 până la ieșirea 35 nord; secțiune cu taxă în sistem închis, concesionată companiei Escota. | |        |
| Intersecție                                                                                         | Nod rutier între A8 și A52: Lyon, Aix-en-Provence; Nisa, Cannes, Fréjus, Saint-Raphaël.                               | A8 E80 |
| A8 E80                                                                                              | |        |
| A52                                                                                                 | |        |
| 33 - Belcodène                                                                                      | Orașe deservite: Trets, Peynier, Fuveau, Belcodène.                                                                   |        |
| | Zone de servicii: Marcel Pagnol (sens Aix-en-Provence → Aubagne); Manon des Sources (sens Aubagne → Aix-en-Provence). |        |
| 33.1 - Pas-de-Trets                                                                                 | Orașe deservite: Roquevaire, Trets, Auriol, Fuveau, La Destrousse, La Bouilladisse.                                   | RD96   |
| Intersecție                                                                                         | Nod rutier între A520 și A52: Fréjus, Saint-Raphaël, Auriol (nod rutier parțial).                                     | A520   |
| | Punctul de taxare Pont-de-l'Etoile.                                                                                   |        |
| 34 - Pont-de-l'Étoile                                                                               | Orașe deservite: Gémenos, Circuitul Castellet.                                                                        | RD396  |
| Intersecție                                                                                         | Nod rutier între A501 și A52: Marsilia, Aubagne-centru (nod rutier parțial).                                          | A501   |
| 35 - Aubagne-Est                                                                                    | Orașe deservite: Aubagne-Les Passons, Zona industrială Les Paluds (nod rutier parțial).                               | RD2    |
| De la ieșirea 35 nord până la A50; secțiune gratuită concesionată companiei Escota.                 | |        |
| 35 - Aubagne-Est                                                                                    | Orașe deservite: Aubagne, Gémenos, Zona industrială Les Paluds (nod rutier parțial).                                  | RD8n   |
| Intersecție                                                                                         | Nod rutier între A50 și A52 (nod rutier parțial).                                                                     | A50    |
| A52                                                                                                 | |        |
| A50                                                                                                 | |        |